# 奥美遥
奥 美遥（おく みはる、1987年9月10日 - ）は、日本の元AV女優。

## 略歴
2022年1月、マドンナ専属女優としてAVデビュー。所属事務所はティーパワーズ。
2022年7月10日、自身のツイッターで現在はAV女優として活動していないことを明かし、活動再開については未定としている。なお、所属事務所のホームページからプロフィールは削除されている。

## 作品

### アダルトDVD
2022年
- 年下男を無意識に惚れさせちゃう魔性系イイオンナ 奥美遥 34歳 AV DEBUT（1月25日、マドンナ）※Blu-ray Disc版も同時発売
- 年下男を無意識に惚れさせちゃう魔性系イイオンナ覚醒 汗、唾液、愛液、すべての体液が絡み合う情熱接吻セックス（2月22日、マドンナ）
- Madonna専属第3弾!!魔性系イイオンナの初ドラマ―。 抱かれたくない男に死にたくなるほどイカされて…（3月22日、マドンナ）
- NGR ―ナガサレ― 叔父に犯され初めての絶頂を知った嫁（4月26日、マドンナ）
- ショートカットの美魔女《中出し》解禁―。 危険日の密会中出し 毎月、子作りの日に夫の元上司はやって来て…。（5月24日、マドンナ）
- 愛妻《中出し》可 串刺しNTR（6月28日、マドンナ）